# Mara Branković
Mara ou Maria Branković (née vers 1416, morte le 14 septembre 1487), aussi connue sous le nom de Mara Despina Hatun est une princesse serbe et l'épouse du sultan Mourad II.

## Biographie
Maria ou Mara Branković était une des deux filles de Georges Brankovic Despote de Serbie, devenu le vassal des Ottomans. Encore enfant, Mara est destinée au harem du sultan Murad II et est élevée au sérail. Elle « épouse » Mourad II le 4 septembre 1435. 
Bien qu'elle ne donne pas de descendance à ce dernier, elle bénéficie d'une certaine influence à la cour notamment auprès de son beau-fils  le futur Mehmed II qui la nomme « ma Mère ».
Après la mort de Mourad II en février 1451, Mehmed II la renvoie à son père non sans lui avoir constitué un important domaine dans la région d'Ezova en Macédoine où elle vécut en quasi-souveraine.
Son retour donne lieu à une grande activité diplomatique parmi les dynastes chrétiens. Le ministre grec George Sphrantzès, ancien gouverneur de Mistra propose à l'empereur Constantin XI Paléologue, qui était veuf, d'épouser Mara qui de par ses origines et ses relations pouvait être un lien avec la coalition mise en place par Jean Hunyadi et la cour ottomane où elle avait séjourné près de 20 ans. Le projet d'union est abandonné par la volonté de Mara qui refuse le mariage car elle avait fait vœu de célibat si Dieu la libérait des « griffes ottomanes ».
Après la prise de Constantinople, elle fait de fréquents séjours dans la ville où elle est reçue princièrement par Mehmed II. Elle intervient dans les affaires religieuses de l'Église de Constantinople en favorisant l'accession au patriarcat de ses protégés : le métropolite de Philippopoli Denys en 1466/1467 dont elle achète littéralement l'élévation au siège patriarcal pour 2 000 florins, puis le  moine serbe Raphaël en 1475.
Mara Branković meurt dans son domaine macédonien le 14 septembre 1487.

## Dans la culture populaire
Mara Branković est un des personnages de la série docudramatique L'Essor de l'Empire ottoman, où elle est incarnée par l'actrice turque Tuba Büyüküstün.